# IC 1021
IC 1021 ist eine Balken-Spiralgalaxie vom Hubble-Typ SBa im Sternbild Bärenhüter am Nordsternhimmel. Sie ist schätzungsweise 398 Millionen Lichtjahre von der Milchstraße entfernt.
Das Objekt wurde am 11. Juni 1891 von Stéphane Javelle entdeckt.